# Cabo San Pablo

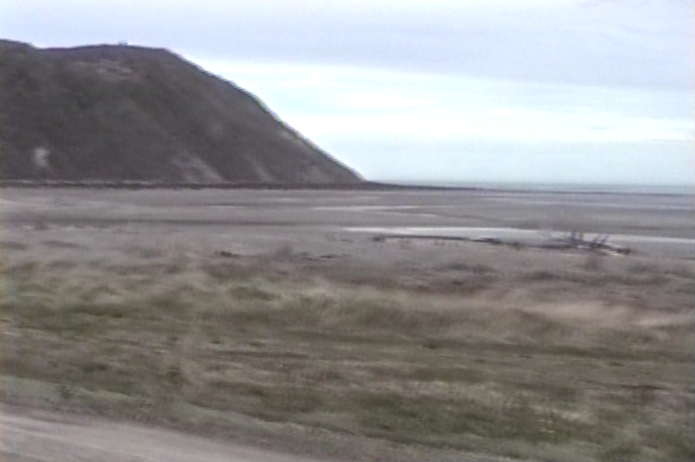
El cabo San Pablo desde el sur, con el mar retirado por la bajamar.

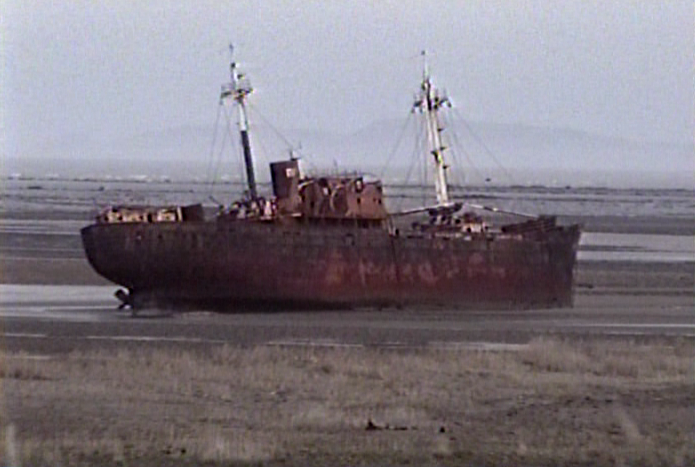
El pecio «Desdémona», justo al sur del cabo San Pablo, con el mar retirado por la bajamar.

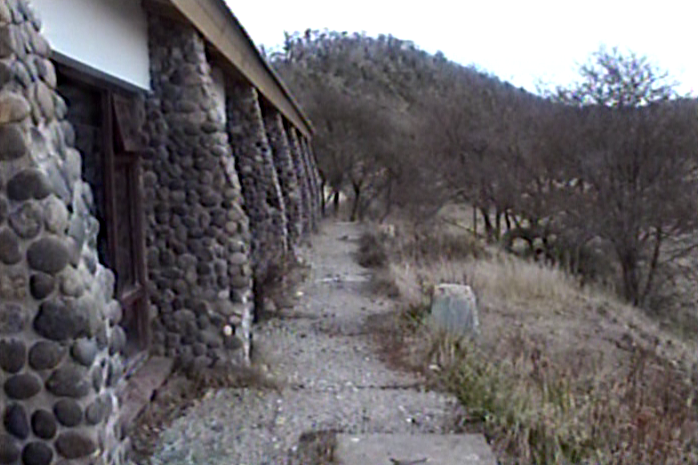
La abandonada «Hostería San Pablo».

El cabo San Pablo es un accidente geográfico situado en el mar Argentino del océano Atlántico, en el sector este de la isla Grande de Tierra del Fuego, en la región austral de América del Sur. Pertenece al departamento Tolhuin, de la provincia de Tierra del Fuego, Antártida e Islas del Atlántico Sur en el sur de la Patagonia argentina. Se encuentra en las coordenadas: 54°16'57.98"S 66°41'30.99"O, a aproximadamente 50 km al sureste de la ciudad de Río Grande.  

## Descripción geográfica
El cabo San Pablo es un monte aislado, muy característico por su forma redondeada que sobresale en un tramo costero de orientación general noroeste-sudeste. Su estructura está compuesta por rocas sedimentarias del Terciario superior.  
El cabo penetra unos 1200 metros en las aguas de pleamar, distancia que disminuye notablemente en bajamar. Hacia el norte presenta una entrada marina denominada «bahía Quemada» (con otra algo más profunda llamada «caleta San Pablo»), la que está contenida en el norte por el «cabo Ladrillero» y la «roca Champion»; en ella desemboca el «río Ladrillero».
Hacia el sur del cabo San Pablo se encuentra otra gran entrada marina, la que deja expuesta su fondo durante la bajamar. En ella destaca un enorme pecio: el «Desdémona». En esta bahía poco profunda desemboca el río San Pablo. Cierra la misma, por el sur, la punta Gruesa.
El clima es semihúmedo, con una temperatura media anual de unos 6 °C, las precipitaciones anuales (uniformemente distribuidas) rondan los 350 mm. En la clasificación de Papadakis se lo incluye en el «Patagónico húmedo». El viento fuerte se presenta todo el año, especialmente durante la primavera, soplando principalmente del cuadrante oeste y sudoeste. Posee costas barrancosas, rodeadas de otras más bajas, arenosas y limosas, con abundantes guijarros. Presenta notables amplitudes de marea.
Se encuentra en la región de los bosques ecotonales que como una ancha franja separan los bosques de la mitad sur de la isla, de las estepas magallánicas del sector norte, pertenecientes al distrito fitogeográfico patagónico fueguino de la provincia fitogeográfica patagónica.
Estos bosques se incluyen en el distrito fitogeográfico subantártico del bosque caducifolio de la provincia fitogeográfica subantártica. Están integrados por dos especies arbóreas, la lenga (Nothofagus pumilio), y el ñirre (Nothofagus antarctica).

## Faro
En su cumbre se encuentra el Faro Cabo San Pablo de la Armada Argentina. Funciona de manera automática, ya que no cuenta con personal que lo habite. Este faro fue comenzado a construirse en marzo de 1945.

## Acceso
Se accede desde la ruta nacional 3, tomando la ruta provincial 24CA (o ruta «a») hacia el este. Se encuentra en campos de la estancia «La Fueguina». Hay una hostería del estado junto al lado sur del cabo, pero la misma está abandonada; su nombre es «Hostería San Pablo».   